# Zamenis
Zamenis – rodzaj węży z podrodziny Colubrinae w rodzinie połozowatych (Colubridae).

## Zasięg występowania
Rodzaj obejmuje gatunki występujące w Portugalii, Hiszpanii, Gibraltarze, Francji, Szwajcarii, Niemczech, Austrii, Polsce, Czechach, Słowacji, na Węgrzech, w Rumunii, Mołdawii, Bułgarii, Chorwacji, Bośni i Hercegowinie, Słowenii, Czarnogórze, Macedonii Północnej, Serbii, Albanii, Włoszech, Grecji, na Malcie, Ukrainie, w Rosji, Armenii, Gruzji, Azerbejdżanie, Turcji, Izraelu, Libanie, Iraku i Iranie; dwa stwierdzenia z Cypru, w tym jedno dotyczące osobnika introdukowanego.

## Systematyka

### Etymologia
- Zamenis: gr. ζαμενης zamenēs „potężny, gwałtowny”[7].
- Callopeltis: gr. καλλος kallos „piękno”, od καλος kalos „piękny”[8]; πελτη peltē „mała tarcza bez obramowania”[9]. Gatunek typowy: Coluber leopardinus Bonaparte, 1834 (= Coluber situla Linnaeus, 1758).
- Richardwellsus: Richard W. Wells, kontrowersyjny australijski herpetolog[4]. Gatunek typowy: Coluber longissimus var. persica Werner, 1913.

### Podział systematyczny
Do rodzaju należą następujące gatunki:
- Zamenis hohenackeri (Strauch, 1873)
- Zamenis lineatus (Camerano, 1891)
- Zamenis longissimus (Laurenti, 1768) – wąż Eskulapa
- Zamenis persicus (Werner, 1913) – połoz perski
- Zamenis scalaris (Schinz, 1822) – połoz drabinkowy
- Zamenis situla (Linnaeus, 1758) – połoz lamparci